# Lamprosema schistisenalis
Lamprosema schistisenalis là một loài bướm đêm trong họ Crambidae.